# Antonio Grant
Antonio Grant (North Augusta, 2 febbraio 1976) è un ex cestista statunitense.